# Oldřich Seykora
Oldřich Seykora (2. března 1857 Kostelec nad Orlicí – 14. listopadu 1922 Prostějov) byl český novinář a spisovatel, publikující též pod pseudonymy Oldřich S. Kostelecký a Cunctator.

## Život
Vystudoval filozofii a práva v Praze, působil jako profesor na obchodní akademii v Prostějově. Roku 1886 vydal publikaci Ad Rukopis Králové-dvorský namířenou proti Gebauerovým námitkám.